# Jan Nilsson
Jan Nilsson (Ragunda, 26 febbraio 1947) è un ex slittinista svedese.

## Partecipazioni olimpiche
| Competizione | Pos. | Data             | Città    |
| ------------ | ---- | ---------------- | -------- |
| Singolo      | 23ª  | 4 febbraio 1968  | Grenoble |
| Doppio       | 13ª  | 18 febbraio 1968 | Grenoble |